# NGC 5866A
NGC 5866A is een elliptisch sterrenstelsel in het sterrenbeeld Draak. Het hemelobject werd in 1781 ontdekt door de Franse astronoom Pierre Méchain.

## Synoniemen
- PGC 166188